# 聯合國安全理事會第100號決議
聯合國安全理事會第100號決議於1953年10月27日一致通過。安全理事會在聽取了來自聯合國巴勒斯坦休戰監察組織參謀長的報告書後，認定應該暫停在非軍事區的工作。安全理事會還表示，它相信參謀長會就履行承諾之情形提出報告。